# Ditrichum fontanum
Ditrichum fontanum là một loài rêu trong họ Ditrichaceae. Loài này được Herzog mô tả khoa học đầu tiên năm 1954.